# Seznam vyřazených čísel českých hráčů v NHL
Seznam vyřazených čísel českých hráčů v NHL uvádí přehled hráčů, jejichž čísla, která na dresech při zápasech této soutěže nosili, byla vyřazena z čísel užívaných v daném klubu a současně je jejich dres zavěšen u stropu haly, v nichž tento klub hraje své zápasy.
| Jméno         | Číslo | Klub                | Hala                 | Datum vyřazení |
| ------------- | ----- | ------------------- | -------------------- | -------------- |
| Patrik Eliáš  | 26    | New Jersey Devils   | Prudential Center    | 24. února 2018 |
| Milan Hejduk  | 23    | Colorado Avalanche  | Pepsi Center         | 6. ledna 2018  |
| Dominik Hašek | 39    | Buffalo Sabres      | First Niagara Center | 13. ledna 2015 |
| Jaromír Jágr  | 68    | Pittsburgh Penguins | PPG Paints Arena     | 18. února 2024 |